# Pascual Ruiz Huidobro
Pour les articles homonymes, voir Ruiz et Huidobro.
Pascual Ruiz Huidobro (Ourense, Espagne, 1752 – Mendoza, vice-royauté du Río de la Plata, mars 1813), était un militaire espagnol péninsulaire, qui fit une grande partie de sa carrière dans la vice-royauté du Río de la Plata, luttant notamment, en tant que gouverneur de Montevideo, contre les offensives britanniques de 1806 et 1807.
 

## Arrivée dans le Río de la Plata
Lorsque, en 1777, Pascual Ruiz Huidobro débarqua dans le Río de la Plata avec l’expédition du vice-roi Pedro de Cevallos, il avait déjà derrière lui une longue carrière dans la marine, à Cadix et à divers autres endroits.
Après avoir pris du service dans différents lieux en Amérique espagnole, il fut élevé au rang de lieutenant-général de marine. En 1803, il fut nommé gouverneur civil et militaire de Montevideo et commandant de la flotte de guerre stationnée en face de cette ville. L’année suivante, après que Rafael de Sobremonte eut assumé la fonction de vice-roi, il se vit confier la charge d’inspecteur des troupes de la vice-royauté, c'est-à-dire de second de la chaîne de commandement militaire de la Vice-royauté.

## Offensives britanniques
Ayant eu vent de ce que les Anglais planifiaient une invasion du Río de la Plata, et s’attendant à ce que Montevideo en fût l’objectif central, le vice-roi y dépêcha la majeure partie de ses troupes. Les Anglais cependant s’emparèrent de Buenos Aires en juin 1806, presque sans rencontrer de résistance.
Ruiz Huidobro mit sur pied une expédition pour reconquérir Buenos Aires, toutefois, lorsque tout fut prêt pour le départ, arriva le capitaine Jacques de Liniers, qui détenait de bons renseignements sur la résistance qui s’organisait à Buenos Aires. Ruiz Huidobro décida alors de céder le commandement des troupes à Liniers. À l’aide de celles-ci, et des volontaires de Buenos Aires, Liniers réussit à reconquérir la capitale.
L’année suivante eut lieu la deuxième invasion anglaise, lors de laquelle fut d’abord attaquée la ville de Maldonado (dans l’actuel Uruguay), puis Montevideo. Ruiz Huidobro, commettant la grave erreur stratégique de ne pas demeurer retranché dans la ville fortifiée, mais de sortir pour faire front dans la zone des domaines agricoles autour de la ville, vit ses troupes anéanties. Quelques jours plus tard, la ville tombait aux mains des Anglais à la suite d'un assaut nocturne que Huidobro n’avait pas prévu. Il fut fait prisonnier et expédié en Angleterre, par représailles de la résistance qu’il avait opposée à l’invasion précédente.
Presque dans le même temps, le Cabildo de Buenos Aires avait décidé la destitution du vice-roi Sobremonte et son remplacement par l’officier le plus ancien, qui apparut être Ruiz Huidobro ; il manqua ainsi une première occasion d’accéder au poste de vice-roi.
 

## Retour dans le Río de la Plata
Une fois l’alliance conclue entre l’Angleterre et l’Espagne, il fut remis en liberté et s’en revint dans son pays natal. Au commencement de la guerre d'indépendance espagnole, il fut député à la Junte suprême du Royaume de Galice. Celle-ci, mise au fait de l’évincement de Sobremonte, le nomma remplaçant à la vice-royauté du Río de la Plata, en le dotant de titres du reste assez douteux. Ayant réussi à esquiver les intrigues de l’infante Charlotte Joachime de Bourbon, qui tenta de le renvoyer en Espagne, Ruiz Huidobro arriva à Buenos Aires, pour y constater que le Cabildo avait entre-temps nommé Jacques de Liniers et refusait de céder le commandement au nouvel arrivé. Comme sa nomination n’était guère plus régulière que celle de Liniers, il se satisfit de la charge d’inspecteur des armes de la vice-royauté, laissant ainsi passer une deuxième occasion.
Lors de la mutinerie d’Álzaga le 1er janvier 1809, et après l’échec des premières tentatives du groupe rebelle, le meneur Martín de Álzaga se rangea à l’idée défendue par l’évêque Benito Lué de destituer Liniers et de le remplacer par l’officier ayant la plus grande ancienneté de services, soit Ruiz Huidobro, qui fut en effet reconnu par Liniers. Cependant, la prompte intervention militaire du colonel Cornelio Saavedra sauva le poste pour Liniers, et procura à Ruiz Huidobro une troisième frustration.

## La révolution de Mai
Ruiz Huidobro soutint la révolution de Mai, et fut, lors du cabildo ouvert du 22 mai 1810, le deuxième à prendre la parole, après l’évêque Lué. Il se prononça en faveur de la destitution du nouveau vice-roi Cisneros et à la cession du pouvoir au Cabildo de Buenos Aires jusqu’à ce que le gouvernement légitime de l’Espagne eût été restauré. Attendu que le Cabildo n'était pas habilité à exercer le pouvoir militaire, le détenteur du pouvoir eût donc dû être Ruiz Huidobro. Mais la parole revint ensuite à Saavedra, lequel, tout en s’appuyant sur la même argumentation, proposa la mise en place d’une junte de gouvernement. C’est cette proposition qui fut finalement adoptée, annihilant pour Ruiz Huidobro une quatrième occasion de devenir vice-roi.
Objet de soupçon en raison de sa qualité d’Espagnol péninsulaire, il fut déchu de ses pouvoirs militaires sous le gouvernement de la Première Junte. En 1812, le premier triumvirat fit porter aussi sur lui l’instruction judiciaire alors en cours en relation avec la supposée conspiration d’Álzaga. S’il ne fut pas mis en jugement, il estima néanmoins plus prudent de se rendre au Chili, où il envisageait d’offrir ses services militaires au dictateur José Miguel Carrera. Le second triumvirat le nomma alors ambassadeur auprès du  gouvernement chilien, mais, décédé en cours de route, en mars 1813, dans la ville de Mendoza, Ruiz Huidobro n’arrivera jamais à destination.
Une île de l'Antarctique porte son nom.